# Fairfield (Tennessee)
Fairfield – jednostka osadnicza w Stanach Zjednoczonych, w stanie Tennessee, w hrabstwie Sumner.